# 田島伸悟
田島 伸悟（たじま しんご、1932年 - 2010年6月）は、日本の英語学者。

## 来歴
東京都生まれ。千葉大学卒業。上智大学大学院修士課程修了。東京純心女子短期大学・東京純心女子大学教授を務め、2003年定年。
河村重治郎の英語辞書編纂を引き継ぎ、『クラウン』などの辞書改訂を行った。

## 著書
- クリスタル英語の発音 三省堂 1976.9 (クリスタルブックス)
- 英語名人河村重治郎 1983.4 (三省堂選書）
- 英語らしさ、日本語らしさ 英日翻訳論 創英社 1998.3

## 共編著
- 英文解釈集中練習 短期集中 三省堂 1978.2 (クリスタルブックス)
- リズムで覚える入試英単語 荒牧鉄雄共著 三省堂 1978.12
- 大学合格みてすぐわかる英単語 畑戸輝夫共著 三省堂 1983
- みてすぐわかる英熟語 大学合格 畑戸輝夫共著 三省堂 1984.7
- 初級クラウン和英辞典 河村重治郎編 第5版 田島伸悟,寺地五一改訂 三省堂 1988.2
- 初級クラウン英和辞典 河村重治郎編 第7版 田島伸悟,寺地五一改訂 三省堂 1988.1
- 大学合格みてすぐわかる新英単語 畑戸輝夫共著 三省堂 1989.11
- みてすぐわかる新英熟語 畑戸輝夫共著 三省堂 1990.11 (大学合格)
- 初級クラウン英和和英辞典 河村重治郎編 第6版 田島改訂 三省堂 1992.12
- 新クラウン英和辞典 河村重治郎編 田島改訂 第5版 三省堂 1995.1
- 中学カラークラウン英和辞典 三省堂 2003.4

## 翻訳
- ウィリアム・カーロス・ウィリアムズ『パタソン』沖積舎、1988
- セルバンテス  P.E.ラッセル 教文館 1996 (コンパクト評伝シリーズ）

## 参考
- 著書の紹介文